# Чайник з Юти

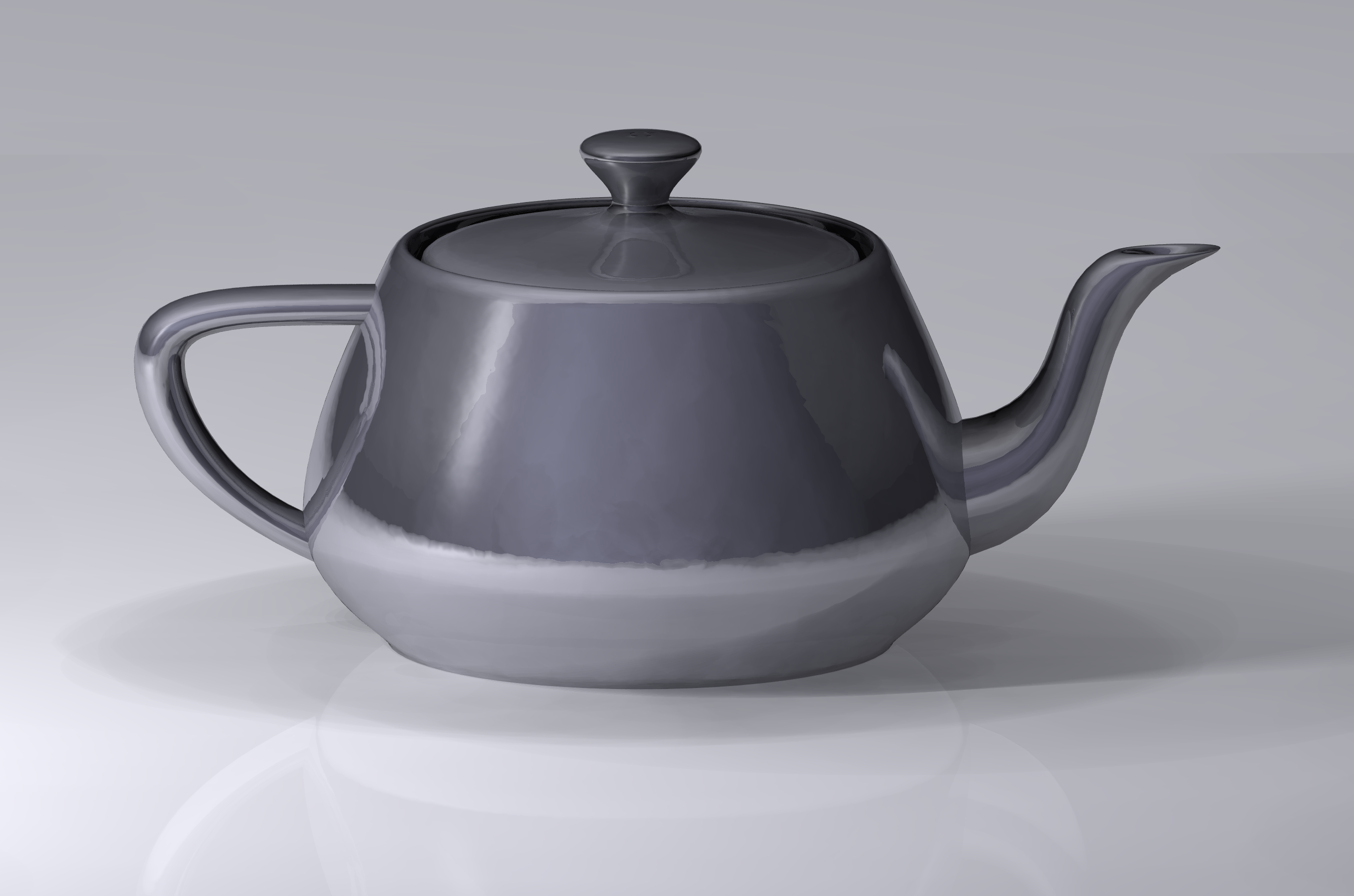
Чайник з Юти — знакова модель в 3D-графіці, створена за допомогою комп'ютерного моделювання і візуалізації Мартіном Ньюеллем в 1975 році.

Ча́йник з Ю́ти (англ. The Utah Teapot), або чайник Ньюелла — комп'ютерна модель, що стала одним з еталонних об'єктів у спільноті користувачів тривимірної комп'ютерної графіки. Це проста суцільна частково циліндрична та опукла математична модель звичайного заварного чайника. Наявність цього «примітиву» можна розглядати на кшталт першої програми Hello world!, як спосіб створення простої 3D-сцени з наявністю складної моделі, на якій можна налаштувати геометрію та освітлення сцени.

## Характеристика

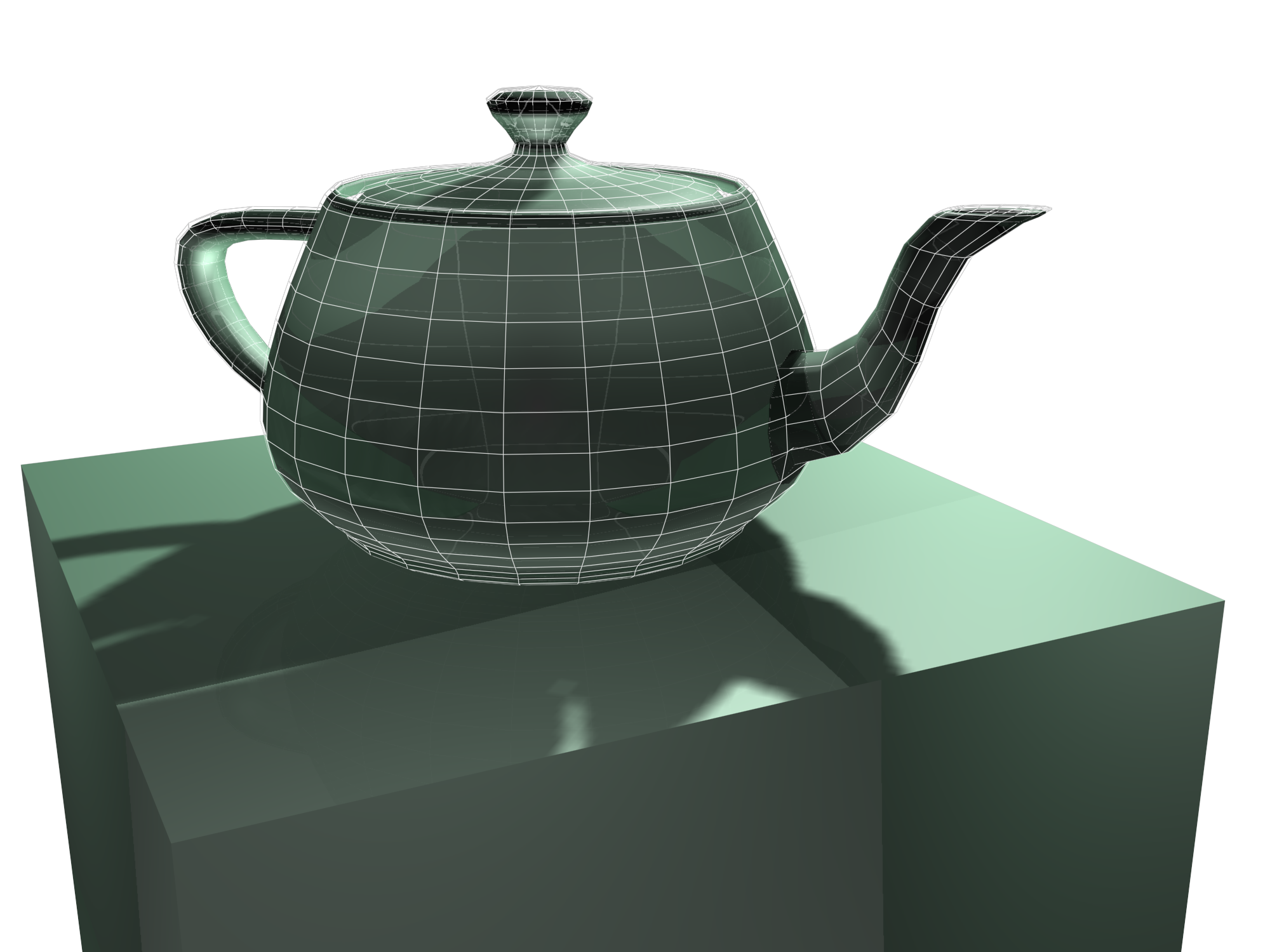
Модель чайника з показом каркасної сітки

Складна поверхня чайника добре підходить для тестування різних видів матеріалів та параметрів візуалізації об'єктів реального світу.
Модель чайника складається з 32 частин бікубічної поверхні Безьє, координати опорних точок яких і є вихідним описом моделі. Точки утворюють масив з 306 елементів, пронумерованих з 1 по 306. Основний об'єм чайника (корпус) утворений з 12 частин, ручка — з наступних чотирьох, ще чотири частини формують носик, кришка чайника опрацьована найточніше — на неї пішло вісім частин бікубічної поверхні Безьє. Решта чотири утворюють дно. Ці дані поширені серед фахівців з тривимірної комп'ютерної графіки та часто використовуються для демонстрування роботи і при перевірці алгоритмів та програм тонування.

## Історія

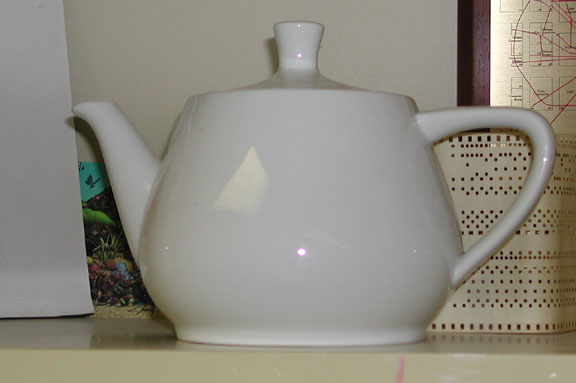
Чайник Melitta — прототип моделі чайника з Юти

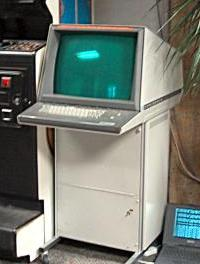
Комп'ютерний термінал Tektronix 4014.

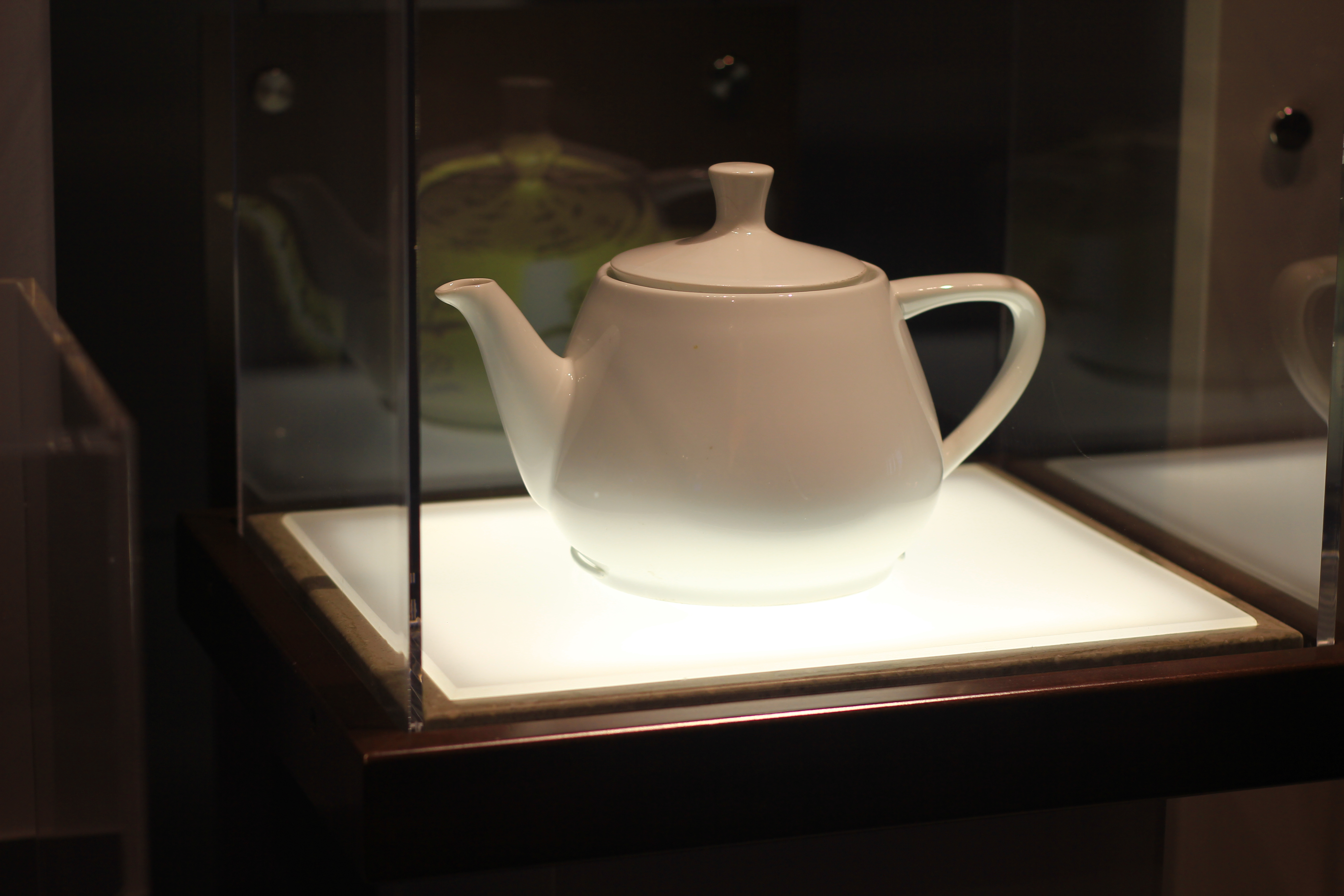
Референсний чайник в музеї Комп'ютерної історії в Сент-Пол (Міннесота), США (Computer History Museums)

Модель чайника була створена 1975 року дослідником в області комп'ютерної графіки Мартіном Ньюеллом, учасником програми досліджень в комп'ютерній графіці університету Юти. На прикладі цієї моделі Джеймсом Блінном, також в університеті Юти, були виготовлені перші ранні виключно якісні візуалізації.
Ньюелл потребував для своєї роботи помірно просту математичну модель знайомого об'єкта. Його дружина Сандра Ньюелл запропонувала змоделювати їхній чайний сервіз, оскільки в цей момент вони пили чай. Мартін узяв міліметрівку та олівець і замалював весь сервіз, потім, повернувшись в лабораторію, він вручну ввів контрольні точки Безьє на потенціалоскопі Tektronix.
Вирахувавши математичні дані, які описують геометрію чайника (набір тривимірних координат), Ньюелл зробив їх загальнодоступними й незабаром інші дослідники почали використовувати ті ж дані для своїх експериментів у сфері комп'ютерної графіки. Ці дослідники використовували дані чайника для створення нових тривимірних об'єктів.
Хоча разом з відомим чайником були оцифровані чашка, блюдце та чайна ложка, один лише чайник був придатний для загального використання. Вважається, що також був змодельований молочник, але дані про нього були загублені.
Комп'ютерна модель чайника виглядає «сплюснутою» у порівнянні з реальним прототипом. Джеймс Блінн зменшив висоту моделі в 1,3 раза, щоб компенсувати різницю масштабу координат по горизонталі та по вертикалі на своєму комп'ютері. Згодом, коли модель чайника стала використовуватися на інших системах, це спотворення стало помітним, але виправляти його не стали, оскільки модель була вже дуже поширена.

## 3D-друк
Чайник Юта пройшов повне коло від комп'ютерної моделі на основі звичайного чайника до звичайного чайника на основі комп'ютерної моделі. Це загальнодоступні форми з різних матеріалів, від маленьких пластмасових дрібничок до повнофункціональних керамічних чайників.

## Цікаві факти
- В скрінсейвері «Трубопровід» Microsoft Windows версій 95, 98, NT 3.5, NT 4.0 і 2000 при виборі в налаштуваннях обох типів зчленувань (гладкого та кульового) з імовірністю приблизно 1/1000 виникає зчленування у вигляді чайника Юта[1]. В Windows XP і пізніших версіях чайники не з'являються.
- Більшу частину населення штату Юта складають мормони, які не вживають чай і каву через релігійні обмеження.